# Anas Edathodika
Anas Edathodika (Kondotty, India, 15 de febrero de 1987) es un futbolista de la India que juega en la posición de defensa central. Desde el 2023 juega con el Gokulam Kerala de la I-League.

## Carrera

### Club
| Periodo   | Club                      | Apariciones | Goles |
| --------- | ------------------------- | ----------- | ----- |
| 2007-2011 | Mumbai FC                 | 103         | 5     |
| 2011–2015 | Pune FC                   | 106         | 0     |
| 2015–2017 | Delhi Dynamos             | 35          | 1     |
| 2017      | → Mohun Bagan AC (cedido) | 17          | 0     |
| 2017–2018 | Jamshedpur FC             | 18          | 0     |
| 2018–2019 | Kerala Blasters           | 18          | 0     |
| 2019–2020 | ATK FC                    | 19          | 0     |
| 2021–2022 | Jamshedpur FC             | 34          | 0     |
| 2023–     | Gokulam Kerala FC         | 0           | 0     |

### Selección nacional
Anas debutó con India el 22 de marzo de 2017 en una victoria por 3-2 ante Camboya en un partido amistoso. Jugó para India en 21 ocasiones hasta su retiro internacional en la Copa Asiática 2019.

## Logros

### Selección nacional
- Tri-Nation Series: 2017
- Intercontinental Cup: 2018

### Individual
- Premio Jarnail Singh al mejor defensa de la I-League: 2016–17[3][4]